# Karin Ahlin
Karin Ahlin, född 10 februari 1980 i Ängelholm, är en svensk författare, illustratör, filmmakare och föreläsare. Hennes bokdebut, Inte vara rädd!, berör frågor som barns rädslor och möttes av positiva recensioner från press.
Karin Ahlin utbildade sig på Konstfack i Stockholm 2005-2010 och har sedan sin examen fortsatt som lärare på skolan. Under 2013 blev hon föreläsare och coach på Svensk Form inom projektet Deadline, ett projekt som besöker skolklasser runt landet och syftar till att öka mångfalden av sökande till konst- och designutbildningar. Under åren 2014-2016 satt hon med i styrelsen för Stiftelsen Svenskt Färgcentrum. Under åren 2015-2018 var hon ordförande för Svenska Tecknare. Sedan 2015 är hon juryledamot i Snöbollen - årets svenska bilderbok.

## Filmografi
- 2008 – Historien om när regnet kom[11]
- 2010 – Fabulera mera[12]
- 2013 – Keep on Burning[13]

## Priser och utmärkelser
- 2010 – Bästa animerade film, Dalarnas filmfestival, för Fabulera mera[14]
- 2010 – Maria Bloms pris, Dalarnas filmfestival, för Fabulera mera[15]